# هنري السادس - الجزء الأول (مسرحية)

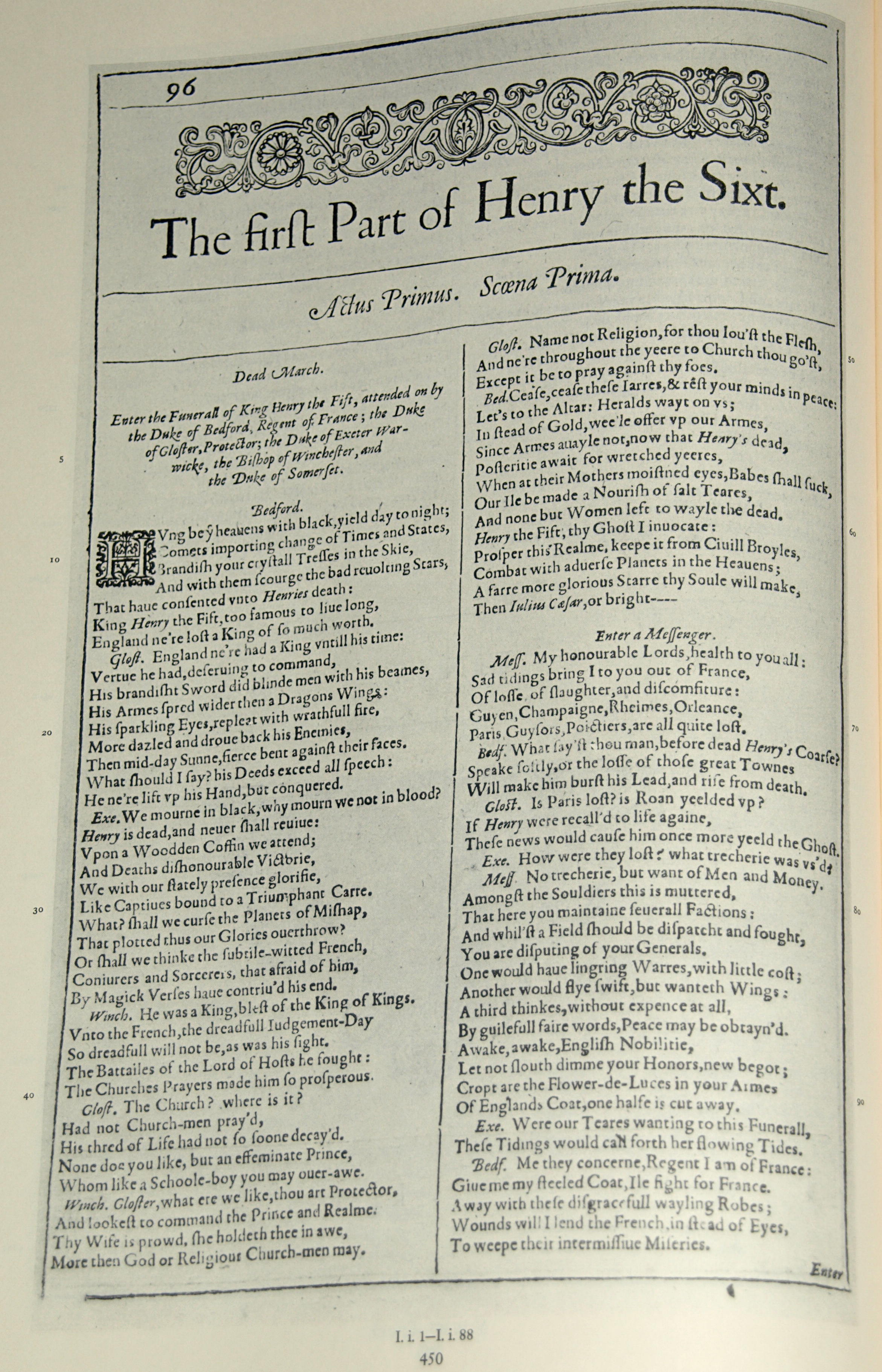

هنري السادس، الجزء 1 هي مسرحية تاريخية من تأليف الكاتب الإنجليزي ويليام شكسبير، يُعتقد أنها كُتبت في عام 1591م. على الرغم من أن ثلاثية شكسبير عن هنري السادس قد لا تكون كُتبت في ترتيب زمني؛ إلا أنها في أغلب الأحيان تُجمع مع مسرحية ريتشارد الثالث لتشكيل رباعية تغطي حرب الوردتين كاملةً من وفاة هنري الخامس عام 1522م حتى صعود هنري السابع إلى السلطة عام 1585م. وقد أدى نجاح هذه السلسلة من المسرحيات إلى ترسيخ سمعة ويليام شكسبير ككاتب مسرحي .

## قصة المسرحية
تدور أحداث هذه المسرحية حول فترة حياة هنري السادس، في حين أن مسرحية هنري السادس، الجزء 2 تتحدث عن عجز هنري السادس عن تهدئة الخلافات مع النبلاء، مما أدي إلى حتمية الصراع العسكري، وتتحدث مسرحية هنري السادس، الجزء 3 عن أهوال هذا الصراع، مسرحية هنري الرابع، الجزء 1 تتناول فقدان إنجلترا للأراضي الفرنسية في حرب المئة عام، وتشرح المكائد السياسية التي أدت إلى حرب الوردتين، وتمزق النظام السياسي الإنجليزي، والصراعات الشخصية والغيرة التافهة.

## وصلات خارجية
- مسرحية هنري السادس، الجزء 1 كاملة باللغة الإنجليزية